# Indiana Jones
Indiana Jones (dr. Henry Walton Jones, Jr.) er en fiktiv person i flere amerikanske underholdningsfilm, tv-serier og computerspil. Figuren fremstilles som en amerikansk arkæolog på spændende eventyr rundt omkring i verden i det 20. århundrede. Han er navngivet efter familiens hund.
Indiana Jones blev skabt af George Lucas og Steven Spielberg i 1970'erne som hovedpersonen i en filmserie og blev videreudviklet af Lucas sammen med Lawrence Kasdan. Den første Indiana Jones-film, Raiders of the Lost Ark (Jagten på den forsvundne skat), kom i 1981. Siden kom der endnu tre film og en tv-serie om Jones. Den 22. maj 2008 havde en fjerde Indiana Jones film premiere. Derudover findes der to serier af bøger om Indiana Jones, adskillige tegneserier og forlystelser i flere parker med relation til filmene.
Jones er kendt for sine ikoniske påklædning (tyrepisk, fedorahat, skuldertaske og læderjakke), hans skæve, vittige og sarkastiske humor og hans angst for slanger.
Det nævnes i computerspillet Fate of Atlantis, at hans første "rigtige" arbejde var sammen med Sophia Hapgood i 1929 på Jastro-ekspeditionen til Island. Han har været ansat på sin tidligere arbejdsplads Marshall College i Connecticut siden 1937 efter at have været på Barnett College fra 1935.

## Filmene
1. Jagten på den forsvundne skat – 1981
2. Indiana Jones og templets forbandelse – 1984
3. Indiana Jones og det sidste korstog – 1989
4. Indiana Jones og Krystalkraniets Kongerige – 2008
5. Indiana Jones and the Dial of Destiny – 2023

Indiana Jones spilles af Harrison Ford i alle filmene og af River Phoenix (1970-93) i 3'erens indledning.

## Skønlitterære bøger
Serien om den unge Indiana Jones (findes også på dansk):
1. Young Indiana Jones and the Circle of Death
2. Young Indiana Jones and the Curse of the Ruby Cross
3. Young Indiana Jones and the Eye of the Tiger
4. Young Indiana Jones and the Face of the Dragon
5. Young Indiana Jones and the Ghostly Riders
6. Young Indiana Jones and the Gypsy Revenge
7. Young Indiana Jones and the Journey to the Underworld
8. Young Indiana Jones and the Lost Gold of Durango
9. Young Indiana Jones and the Mountain of Fire
10. Young Indiana Jones and the Pirates' Loot
11. Young Indiana Jones and the Plantation Treasure
12. Young Indiana Jones and the Princess of Peril
13. Young Indiana Jones and the Secret City
14. Young Indiana Jones and the Titanic Adventure
15. Young Indiana Jones and the Tomb of Terror

## Tv serier
- The Young Indiana Jones Chronicles 1992-1993

I TV-serien spilles Indiana Jones af Sean Patrick Flanery, Corey Carrier og George Hall. Harrison Ford optræder i en cameorolle i en af episoderne som en aldrende Indiana.
Serien der foregår mellem "Young Indiana Jones" og "Raiders of the lost ark" (findes kun på engelsk):
1. Indiana Jones and the Peril at Delphi (1991) af Rob MacGregor
2. Indiana Jones and the Dance of the Giants (1991) af Rob MacGregor
3. Indiana Jones and the Seven Veils (1991) af Rob MacGregor
4. Indiana Jones and the Genesis Deluge (1992) af Rob MacGregor
5. Indiana Jones and the Unicorn's Legacy (1992) af Rob MacGregor
6. Indiana Jones and the Interior World (1992) af Rob MacGregor
7. Indiana Jones and the Sky Pirates (1993) af Martin Caidin
8. Indiana Jones and the White Witch (1994) af Martin Caidin
9. Indiana Jones and the Philosopher's Stone (1995) af Max McCoy
10. Indiana Jones and the Dinosaur Eggs (1996) af Max McCoy
11. Indiana Jones and the Hollow Earth (1997) af Max McCoy
12. Indiana Jones and the Secret of the Sphinx (1999) af Max McCoy

## Computerspil
- Raiders of the Lost Ark – (Atari 2600)
- Indiana Jones and the Temple of Doom arcade – (Atari System 1)
- Indiana Jones and the Temple of Doom – (NES)
- Indiana Jones in the Lost Kingdom – (C64)
- Indiana Jones in Revenge of the Ancients – (PC, Mac)
- Indiana Jones and the Last Crusade: The Action Game – (C64, NES, Amiga, Macintosh, PC)
- Indiana Jones and the Last Crusade: The Graphic Adventure – (C64, Amiga, Macintosh, PC)
- The Young Indiana Jones Chronicles – (NES)
- Indiana Jones and the Last Crusade – (Sega Genesis)
- Indiana Jones and the Last Crusade (Tatio Version) – (NES)
- Instruments of Chaos starring Young Indiana Jones – (Sega Genesis)
- Indiana Jones' Greatest Adventures – (SNES)
- Indiana Jones in Revenge of the Ancients – (PC)
- Indiana Jones and the Fate of Atlantis: The Action Game – (C64, PC, Atari ST)
- Indiana Jones and the Fate of Atlantis graphic adventure – (PC, Amiga, Macintosh, FM Towns)
- Indiana Jones in the Lost Kingdom – (C64)
- Indiana Jones and his Desktop Adventures – (PC)
- Indiana Jones and the Infernal Machine – (PC, Nintendo 64, Gameboy Color)
- Indiana Jones and the Emperor's Tomb – (PC, PlayStation 2, Xbox)
- LEGO Indiana Jones: The Original Adventures – (PC, PlayStation 3, Xbox 360, Wii)
- LEGO Indiana Jones 2: The Adventure Continues
- Indiana Jones and the Staff of Kings – (Wii, PlayStation Portable, Nintendo DS, PlayStation 2)